# Juan Andrew Almazán

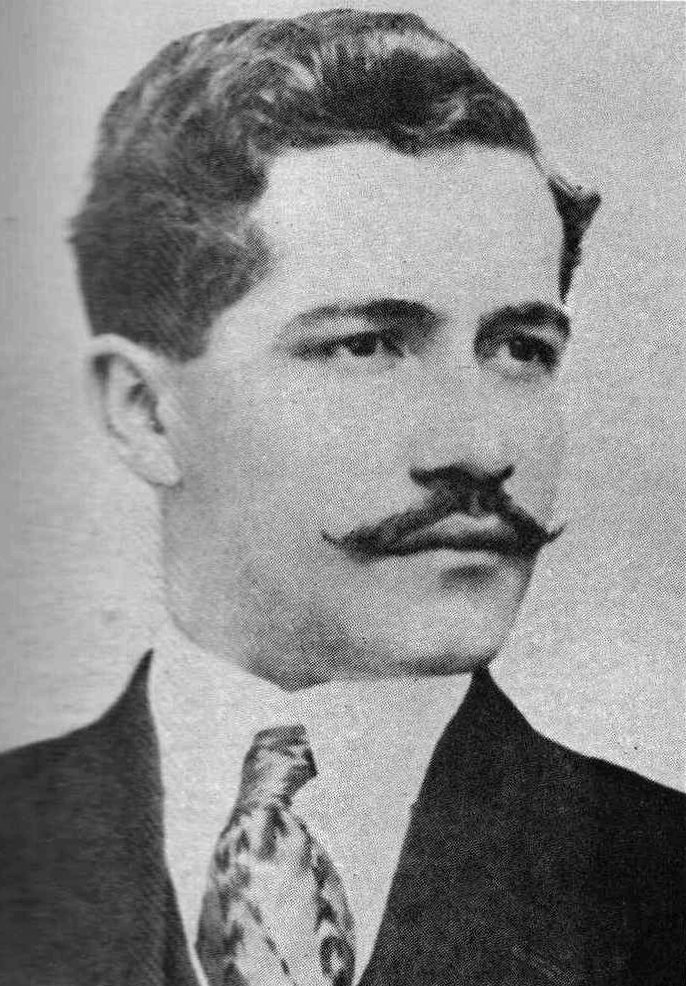
Juan Andrew Almazán

Juan Andrew Almazan, ook wel geschreven als Juan Andreu Almazán, (Olinalá, 12 mei 1891 - Mexico-Stad, 1965) was een Mexicaans politicus en militair.
In 1907 ging hij medicijnen studeren in Puebla, waar hij in contact kwam met het verzet tegen dictator Porfirio Díaz. In 1910, bij het uitbreken van de Mexicaanse Revolutie, vocht hij aan de zijde van Aquiles Serdán en Francisco I. Madero. Hij raakte bevriend met Emiliano Zapata, en sloot zich aan bij diens Bevrijdingsleger van het Zuiden (ELS). Desalniettemin veranderde hij meerdere keren van partij gedurende de revolutie, waardoor hem verweten werd opportunistisch te zijn. In 1913 liep hij over naar de aanhangers van Félix Díaz en Victoriano Huerta, en korte tijd later sloot hij zich aan bij Pancho Villa. In 1920 maakte hij gebruik van een amnestieregeling en kreeg hij een positie in het federale leger.
Na de revolutie begon zijn politieke carrière. In 1930 benoemde president Pascual Ortiz Rubio hem tot minister van communicatie en publieke werken. Een politieke kwestie zorgde er echter voor dat hij al na een jaar tegelijk met de meeste andere ministers opstapte. Hij verhuisde naar Monterrey, waar hij de Compañía Anáhuac oprichtte, die zich bezighield met het aanleggen van spoorwegen en andere publieke werken, en waarmee hij schatrijk werd.
In 1939 richtte hij de Revolutionaire Partij van Nationale Eenwording (PRUN) op, om een jaar later een gooi te doen naar het presidentschap. Zijn campagne werd ook gesteund door de Arbeiderspartij (PL), de Nationale Actiepartij (PAN), de Nationale Agraristische Partij (PNA), de nationaalsocialistische Nationale Partij van Openbare Veiligheid (PNSP) en de Revolutionaire Anticommunistische Partij (PRAC). Almazán profileerde zich als de rechtse kandidaat en wist vooral steun te vergaren bij conservatieve katholieken, zakenlieden en inwoners van de grote steden in het noorden van het land. Desalniettemin werden de verkiezingen gewonnen door Manuel Ávila Camacho, de kandidaat van de 'officiële' Partij van de Mexicaanse Revolutie (PRM) met een ongeloofwaardige 93,90% van de stemmen tegen 5,73% voor Almazán. Volgens velen was er dan ook fraude in het spel: zo zou de PRM stembussen in beslag hebben genomen en gevuld hebben met stemmen voor Ávila Camacho. Ook was er sprake van geweld, in de periode rond de verkiezingen kwamen 150 mensen om het leven. Toch verklaarde het verkiezingstribunaal dat de verkiezingen eerlijk waren verlopen.
Almazán besloot een opstand voor te bereiden, en informeerde bij de Amerikaanse president Franklin Delano Roosevelt of deze eventueel een opstand zou willen steunen. De Amerikaanse regering was echter beducht voor de banden van Almazán met nazi-Duitsland en fascistische officieren in de Verenigde Staten. Bang dat Mexico met Almazán aan het roer een bondgenoot van Adolf Hitler zou worden, verklaarde de Amerikaanse regering Mexico bij te zullen staan bij de onderdrukking van een almazanistische opstand. Hierdoor bedacht Almazán zich, en ontvluchtte het land.
Op latere leeftijd keerde hij terug naar Mexico, maar hij bleef een omstreden figuur. Critici beschouwden hem als een verrader, en iemand die zwalkte tussen radicaal-links zapatisme en extreemrechts fascisme. Almazán besteedde in zijn laatste jaren veel tijd aan het verdedigen van zichzelf en het zuiveren van zijn naam. Hij verklaarde dat hij door in 1940 toegegeven te hebben het land een bloedbad had bespaard en verweet Lázaro Cárdenas en Roosevelt de democratie in Mexico om zeep geholpen te hebben. Hij overleed in 1965.